# Troglohyphantes saouaf
Troglohyphantes saouaf är en spindelart som beskrevs av Robert Bosmans 2006. Troglohyphantes saouaf ingår i släktet Troglohyphantes och familjen täckvävarspindlar. Inga underarter finns listade i Catalogue of Life.